# Trupanea chariessa
Trupanea chariessa är en tvåvingeart som först beskrevs av Friedrich Georg Hendel 1914.  Trupanea chariessa ingår i släktet Trupanea och familjen borrflugor.
Artens utbredningsområde är Bolivia. Inga underarter finns listade i Catalogue of Life.